# Ringicula conformis
Ringicula conformis is een slakkensoort uit de familie van de Ringiculidae. De wetenschappelijke naam van de soort is voor het eerst geldig gepubliceerd in 1877 door Monterosato.